# Farmaceutski kod
Farmaceutski kodovi se koriste u medicinskoj klasifikaciji za jedinstvenu identifikaciju lekova. Primeri sistema kodiranja su: 
- Anatomsko-terapijsko-hemijski klasifikacioni sitem (AT, ili ATC/DDD) -- koji održava Svetska zdravstvena organizacija
- Nacionalni kod lekova (NDC) -- koji održava američka Uprava za hranu i lekove (Food and Drug Administration)
- SNOMED -- C osa
- Identifikacioni broj lekova (DIN) -- koji održava Health Canada u okrilju njihovog zakona o hrani i lekovima
- Registar lekova Hongkonga - koji održava farmaceutski servis Ministarstva zdravstva Hongkonga